# Tabanus testaceiventris
Tabanus testaceiventris är en tvåvingeart som beskrevs av Macquart 1847. Tabanus testaceiventris ingår i släktet Tabanus och familjen bromsar. Inga underarter finns listade i Catalogue of Life.